# Louise af Mecklenburg-Güstrow
Louise af Mecklenburg-Güstrow (28. august 1667 i Güstrow i Mecklenburg – 15. marts 1721, på Charlottenborg) var dronning af Danmark og Norge fra 1699 til 1721 som ægtefælle til kong Frederik 4. Hendes forældre var hertug Gustav Adolf af Mecklenburg-Güstrow og Magdalene Sibylle, født prinsesse af Slesvig-Holsten-Gottorp.

## Biografi
Louise blev født den 28. august 1667 i Güstrow i Mecklenburg i Nordtyskland som datter af hertug Gustav Adolf af Mecklenburg-Güstrow i hans ægteskab med Magdalene Sibylle af Slesvig-Holsten-Gottorp.

### Ægteskabet
Da Christian V ønskede at se sin søn, den senere kong Frederik IV, gift, skulle valget af en brud som sædvanlig gøres iblandt de tyske prinsesser. Der var flere på tale, men efter hvad Hojer fortæller, ville kongen overlade sønnen selv at vælge, og da denne rejste ud for at søge sig sin tilkommende dronning, blev han i Güstrow indtaget i prinsesse Louise. Christian V havde tillige pålagt ham at spørge sin tante, den sachsiske kurfyrstinde Anna Sophie, til råds i den vigtige sag, og da hun bestemt tilrådede kronprinsen at vælge den mecklenborgske prinsesse, fulgte han dobbelt ivrig sin beslutning. Den 5. december 1695 fandt brylluppet sted på Københavns Slot. Både det og prinsessens indtog i staden fejredes med stor pragt.
Hun fødte i sit ægteskab 5 børn, af hvilke dog kun de 2 bleve voksne, nemlig Christian VI og Prinsesse Charlotte Amalie.

### Tilsidesat
Såfremt Hojers beretning er sand, at Frederik IV’s ægteskab med hende fra først af var et inklinationsparti fra hans side, holdt hans følelse for hende desværre ikke ud i mange år. Dronningen kom til at se ham foretrække den ene elskerinde efter den anden for hende, og hun måtte endog opleve, at han formelig lod sig vie ved venstre hånd, først til Elisabeth Helene von Vieregg i 1703 og, da hun snart døde, så nogle år senere, i 1712, til Anna Sophie Reventlow. De 9 år, hun havde denne som sin medbejlerske, indtil hendes egen død befriede hende derfor, var en svær tid. Hun figurerede naturligvis ved officielle lejligheder som landets dronning, men følte sig ellers idelig tilsidesat. Sygelighed slog sig til som en yderligere plage.
Den i høj grad tilbagetrukne stilling, hun indtog, har gjort, at meget lidt er kendt om hende. Det er blevet fortalt, at hun var heftig og ved sit vrantne lune stødte kongen fra sig, men herom vides intet sikkert, og hvis hun også har givet sit forpinte hjerte luft over for kongen i heftige optrin, kan ingen undre sig derover. Levende medfølelse fandt hun hos sin søn, den senere Christian VI, men, omend han, da han var kommet på tronen, kunne hævne hende på Anna Sophie, formåede han ikke at lette hendes stilling, mens hun levede.

### Pietist
Louise af Mecklenburg-Güstrow voksede op i et pietistisk miljø og var hele sit liv præget af en alvorlig religiøsitet. Hendes hovedinteresse var læsning i religiøse bøger, og hendes bogsamling, der efter hendes død gik over til Det kongelige Bibliotek, bestod for største delen af tyske asketiske skrifter. Mindet om hendes stærke religiøsitet bevaredes efter hendes død hos adskillige gejstlige, og det bevirkede i forbindelse med forbitrelse mod Anna Sophie og hendes venner, at der i ligtaler over Frederik IV fremkom udtalelser til hendes pris, der vare så stærke som vel tænkeligt. Stiftsprovst Morten Reenberg kaldte hende "den salig Helgen, hvis Grav vi for nogle Aar siden har bestrøet med Blomster, vores gudfrygtige, salige Dronning Esther". Ganske i en lignende stil har Hojer talt om hende i sin skildring af Frederik IV’s historie. Men tilliden til de stærke lovtaler svækkes uheldigvis noget ved den kendsgerning, at det var det sprog, kong Christian VI ønskede, at der skulle føres over hende.
Dronningen besad slottet Hirschholm Slot, og hun ejede også Rungstedgård og Ebberødgård, begge på Sjælland. I 1704 anlagde hun en krudtmølle, som var i drift til 1910.

## Børn
| Navn                       | Født                       | Død                        | Bemærkninger                                                                                           |
| Med Frederik 4. af Danmark | Med Frederik 4. af Danmark | Med Frederik 4. af Danmark | Med Frederik 4. af Danmark                                                                             |
| -------------------------- | -------------------------- | -------------------------- | --- |
| Christian                  | 28. juni 1697              | 1. oktober 1698            | |
| Christian 6.               | 10. december 1699          | 6. august 1746             | Konge af Danmark og Norge 1730 – 1746 Gift 7. august 1721 med Sophie Magdalene af Brandenburg-Kulmbach |
| Frederik Karl              | 23. oktober 1701           | 7. januar 1702             | |
| Jørgen                     | 6. januar 1703             | 12. marts 1704             | |
| Charlotte Amalie           | 6. oktober 1706            | 28. oktober 1782           | |